# Lemnalia tenuis
Lemnalia tenuis is een zachte koraalsoort uit de familie Nephtheidae. De koraalsoort komt uit het geslacht Lemnalia. Lemnalia tenuis werd in 1969 voor het eerst wetenschappelijk beschreven door Verseveldt. 